# Élections en Norvège

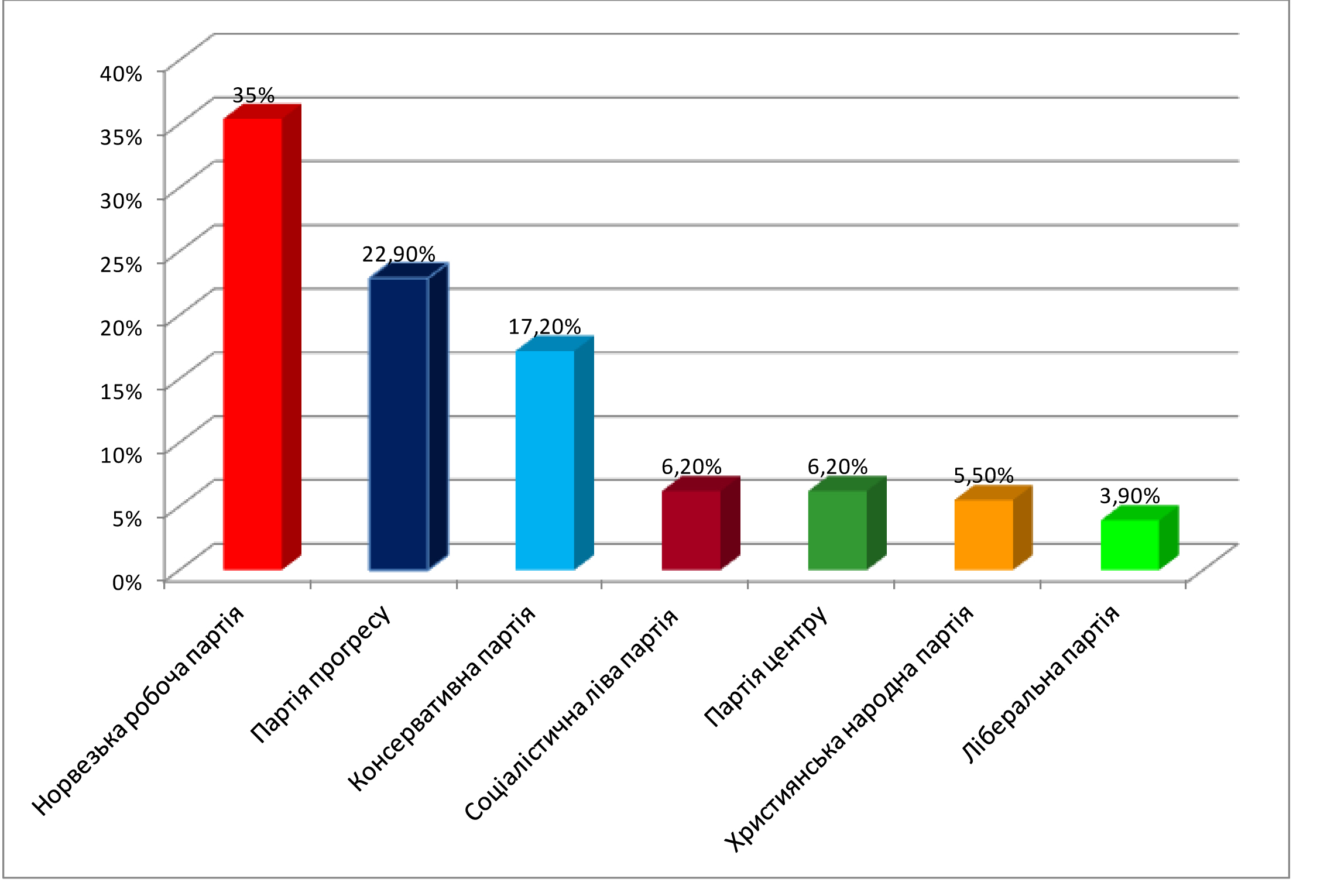
Graphique "Résultats des élections législatives en Norvège (2009)"

Les élections en Norvège sont organisées pour que les citoyens puissent désigner leurs représentants à différents niveaux administratifs.

## Élections législatives
Le Storting (Chambre unique du Parlement) comprend 169 membres, élus pour quatre ans à la représentation proportionnelle selon la méthode modifiée de Sainte-Laguë.
Le royaume est divisé en 19 circonscriptions, chacune élisant entre 4 et 15 députés selon leur superficie et leur démographie respectives. Les sièges sont attribués de deux manières différentes :
- 157 sont pourvus dans les circonscriptions.
- 19 sièges (1 par circonscription) sont compensatoires : on les répartit entre les formations politiques sous-représentées dans les circonscriptions, c’est-à-dire celles disposant des plus forts restes de voix. Un parti doit recueillir au moins 4 % des suffrages exprimés au niveau national pour pouvoir participer à la répartition des sièges compensatoires.

Le vote préférentiel est admis, ce qui veut dire que les électeurs peuvent modifier l’ordre des candidats sur la liste électorale pour laquelle ils souhaitent voter. Le vote préférentiel ne peut toutefois être pris en compte pour un candidat que si la moitié ou plus des électeurs de la liste ont polarisé leur vote préférentiel sur lui. L'ordre choisi par le parti présentant la liste reste donc la plupart du temps inchangé.

### Élections de 2021
Les dernières élections législatives ont eu lieu le 13 septembre 2021. Elles ont de nouveau vu la coalition de droite l'emporter.

## Élections municipales et régionales

### Élections de 2011
Les élections du 12 septembre 2011 ont montré un très net recul du Parti du progrès (extrême droite). Avec un score de 11,5 % aux municipales, il perd 6 %.
Le Parti du travail du premier ministre Jens Stoltenberg demeure la première formation du royaume avec 31,6 % (+ 2 %), mais le grand vainqueur est le Parti conservateur, qui obtient 27,9 % (+ 8,7 %).
Le taux de participation a atteint 62,4 %, un chiffre supérieur à celui des élections précédentes.